# Sakar (Papoea-Nieuw-Guinea)
Sakar is een vulkanisch eiland in Papoea-Nieuw-Guinea. Het is 40 km² groot en het hoogste punt van de stratovulkaan is 992 m. De laatste uitbarsting was mogelijk in 2009.
De volgende zoogdieren komen er voor:
- Echymipera kalubu
- Dobsonia anderseni
- Macroglossus minimus
- Nyctimene albiventer
- Nyctimene major
- Pteropus capistratus
- Pteropus neohibernicus
- Syconycteris australis